# Lijst van burgemeesters van Munkzwalm
Dit is een chronologische lijst van de burgemeesters van Munkzwalm. De Belgische gemeente bleef zelfstandig tot de gemeentelijke fusies van 1977, toen het een deelgemeente werd van Zwalm.

## Ancien régime
Meiers onder het ancien régime:
| ???? - ???? | Jan Ogiers               |
| ???? - ???? | Joos Vanderhaeghen       |
| ???? - ???? | Fransiscus De Backer     |
| ???? - ???? | Petrus Antonius Penninck |

## Franse tijd
| Jaar 6            | Livinus Frans Penninck         |
| Jaar 9            | Adriaan Frans De Moor          |
| Jaar 10           | Jean Livin Penninck            |
| Jaar 11           | Pierre Jean De Clercq          |
| Jaar 11 - Jaar 14 | Marcellinus Fransiscus Walraet |
| 1806 - ????       | F. Walraet                     |
| 1810 - 1811       | Van Damme                      |
| 1812 - 1813       | L. Coessens                    |
| 1813 - 1814       | Van Caneghem                   |

## Verenigd Koninkrijk der Nederlanden
| 1815 - 1816 | J. Becaus             |                                         |
| 1816 - 1819 | L. Coessens           | maire en officier van den civilen staet |
| 1819 - 1820 | Jean-Baptist De Raedt |                                         |

## België
| 1830 - 1855 | Augustinus Van Der Mensbruggen |
| 1861 – 1872 | François Van Der Mensbruggen   |
| 1872 - 18?? | Pierre Jozef De Raedt          |
| 18?? - 18?? | Theophiel Van Audenhove        |
| 1888 - 1903 | Fransiscus Xaverius Goedertier |
| 1904 - 1921 | Leo Eeckhout                   |
| 1921 - 1927 | Octiel De Moor                 |
| 1927 - 1932 | René Watté                     |
| 1933 - 1952 | Robert Van Den Haute           |
| 1952 - 1976 | Albert Feliers                 |

Vanaf 1 januari 1977 werd Munkzwalm als deelgemeente opgenomen in de (nieuwe) fusiegemeente Zwalm en had het niet langer een eigen burgemeester.